# Geologija Božićnog otoka
Geologija Božićnog otoka uključuje slojeve karbonata i vulkanskih stijena formiranih tijekom eocena i miocena. Dolomit i vapnenac grebenskog i lagunskog podrijetla posebno su česti, zajedno s fosfatima poput krandalita, milizita, koji nastaju raspadanjem laterita, te apatita i barandita koji nastaju kemijskom zamjenom. Većina vulkanskih stijena su bazične i uključuju andezit i limburgit.